# Обратный билет (фильм, 1978)
«Обратный билет» (пол. Bilet powrotny) — польско-французский художественный фильм 1978 года, снятый режиссёрами Чеславом и Эвой Петельскими. Экранизация рассказа Ежи Ставиньского «И будет у него дом».

## Сюжет
Психологическая драма. Фильм повествует о судьбе молодой сельской женщины Антонины, которая для того, чтобы накопить денег и построить дом для сына Марека, выезжает в Канаду. Там она выходит замуж за канадского фермера Пьера. Вскоре его хозяйство под умелым руководством Антонины становится успешным и прибыльным, но их семейный союз не складывается. Когда она решает отправить деньги сыну на родину, Пьер в ярости пытается убить Антонину и покончить с собой.
Полупарализованная Антонина возвращается в Польшу. В новом красивом коттеджном районе находит сына, но деньги на дом, полученные от матери, давно им растрачены…

## В ролях
- Анна Сенюк — Антонина
- Лешек Хердеген — Пьер
- Хенрик Бонк — Юзеф, дядя Антонины
- Януш Анджеевский — Марек, сын Антонины
- Януш Клосиньский — мастер
- Януш Палюшкевич — эпизод

## Награды
- 1978 — Главный приз — Серебряные Львы (Гданьск)